# Kovács Imre (miniszter)
Kovács Imre (Budapest, 1914. szeptember 12. – Budapest, 1986. július 16.) magyar politikus, élelmezésügyi miniszter (1957–1967), nagykövet.

## Életpályája
Négy polgári osztályt végzett, majd pék segédlevelet szerzett. 1937-től részt vett a munkásmozgalomban. 1937-től szakszervezeti tag volt. 1939–1942 között az Élelmezési Munkások Országos Szövetsége, illetve az Élelmezési Ipari Dolgozók Szakszervezete budapesti titkára volt. 1939-től a KMP tagja lett. 1942-ben letartóztatták a függetlenségi mozgalomban való részvételéért. 1944-ben részt vett az ellenállási mozgalomban. 1945-ig pékként dolgozott, illetve alkalmi munkákból élt.
1945-ben lett a Magyar Kommunista Párt tagja. 1947-től országgyűlési képviselő volt. 1949-ben egyéves pártiskolát végzett. 1950. júliusban az MDP KV Államgazdasági Osztályának munkatársa lett. 1951. január 27.–1952. január 5. között az élelmezési miniszter első helyettese volt. 1952. január 5.–1957. május 2. között az élelmiszeripari miniszter-helyettes, illetve a miniszter első helyettese volt. 1956. november 12.–1956. december 31. között mint a közellátási kormánybizottság tagja és az élelmiszeripari miniszter első helyettese az élelmiszeripari minisztérium vezetője volt. 1957. január és február közt a volt élelmiszeripari minisztérium ügykezelésének vezetője. 1957. február 1.–1957. május 9. közt az élelmezésügyi minisztérium megbízott vezetője. 1957. május 9.–1967. április 14. közt élelmezésügyi miniszter volt a Münnich-kormányban, a Második Kádár-kormányban és a Kállai-kormányban. Diplomáciai pályára lépett; 1967. június 17.–1970. június 24. között prágai nagykövet, 1970. november 4.–1974. augusztus 31. között berlini magyar nagykövet volt.

### Kutatható iratanyaga
Élelmezésügyi miniszteri működési időszakából 10,20 iratfolyóméternyi (85 doboznyi), maradandó értékűnek minősített iratanyaga került az Országos Levéltár, mai nevén Magyar Nemzeti Levéltár Országos Levéltára őrizetébe, ahol az a XIX-K-8-ee törzsszámon kutatható.

## Díjai
- Szocialista Hazáért érdemrend
- A Munka Vörös Zászló Érdemrendje (1984)[3]
- Népköztársasági Érdemérem
- Munka Érdemrend arany fokozat  (1974)[4]
- mongol Arany Sarkcsillag Érdemrend (1965)[5]